# دييغو غونزاليس رييس
دييغو غونزاليس رييس (بالإسبانية: Diego González Reyes)‏ (16 يناير 1991 في تشيلي - ) هو لاعب كرة قدم تشيلي في مركز الوسط. شارك مع منتخب تشيلي تحت 20 سنة لكرة القدم. أما مع النوادي، فقد لعب مع نادي أوهيجينس وDeportes Iberia ‏ وبويرتو مونت ‏ وDeportes Temuco ‏ وDeportes Copiapó ‏.

## وصلات خارجية
- دييغو غونزاليس رييس على موقع قاعدة بيانات كرة القدم.إي يو (الإنجليزية)
- دييغو غونزاليس رييس على موقع Soccerway.com (الإنجليزية)